# La Emperatriz (Tarot)

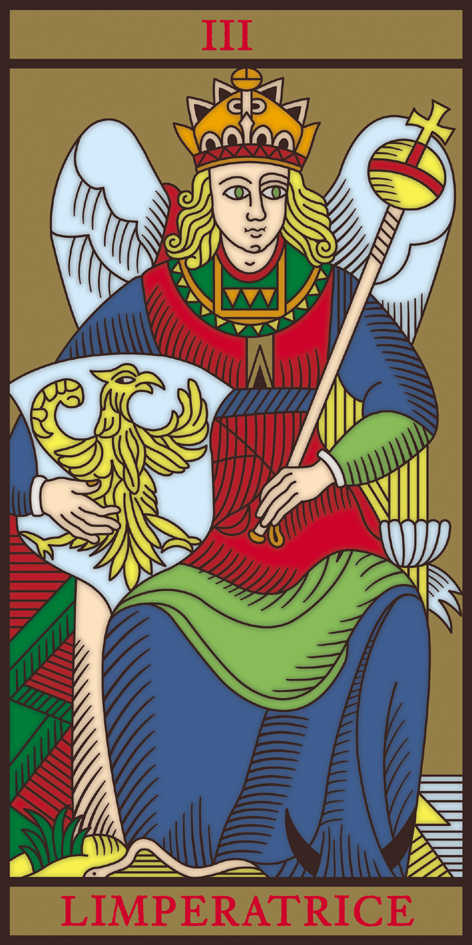
Arcano 3: La Emperatriz.

La Emperatriz es una carta del Tarot. Representa el arcano mayor número 3, según el Tarot, y se asocia con la Vía Láctea, representada por el manantial que discurre cerca, con la gravedad física representada por el avanzado estado de gestación que la conmueve y con el proceso de estructuración representado por su cetro.

## Elementos comunes en otros tarots
- Es una mujer.
- Tiene un escudo con un águila en algunos tarots en el regazo y otros a los pies.
- Tiene una corona.
- Tiene un cetro con una cruz en la punta, visto al revés parece el símbolo de venus.
- Está sentada en una silla, que puede tener la apariencia de alas
- Su manto llega hasta el piso y en ocasiones tiene flores y hasta triángulos.
- En ocasiones está en un bosque y un manantial.
- En ocasiones hay una luna a sus pies.

Simboliza la vida familiar, la familia, la madre, la fertilidad.

## Numerología
El tres era el primer número "real" en la doctrina pitagórica por ser el primero que es capaz de manifestarse físicamente con la formación geométrica del triángulo. El tres representa así un número sagrado en casi todas las religiones del mundo como la Trinidad cristiana, la Trimurti hindú o la Triple Diosa wiccana, entre otras. El Tres es, así, el nacimiento en el mundo material del choque de las dos fuerzas complementarias; el activo-pasivo o ying yang.

## Cultura popular y asociación simbólica
Representante de la fortaleza femenina, sexualmente atractiva al tiempo que poderosa, la Emperatriz es usualmente asociada con el arquetipo de la Reina en las diferentes culturas, como Ginebra, Arwen o Démeter. Démeter, por ejemplo, obligó a Hades a devolver a su hija Perséfone haciendo presión al sumir a la Tierra en el invierno. La emperatriz representa a la fuerza femenina activa y dominante que actúa directamente para realizar sus fines, a diferencia de la fuerza femenina pasiva y contemplativa de La Sacerdotisa. En el Tarot Vikingo es representada por la diosa Saga. 
| Precedido por: II. La Gran Sacerdotisa | Arcanos mayores del Tarot | Sucedido por: IV. El Emperador |

- Datos: Q524112
- Multimedia: Empress (Major Arcana) / Q524112